# Чернушкин, Геннадий Васильевич
Геннадий Васильевич Чернушкин — советский хозяйственный и государственный деятель, лауреат Государственной премии СССР за выдающиеся достижения в труде.

## Биография
Родился в 1933 году в Магнитогорске. Член КПСС.
Окончил МГМИ.
В 1956—1995 годах — подручный сталевара, сталевар, начальник смены, заместитель начальника мартеновского цеха № 1, заместитель главного сталеплавильщика, начальник мартеновского цеха № 1, главный сталеплавильщик, инженер, начальник бюро УКС Магнитогорского металлургического комбината.
Под его руководством в мартеновском цехе № 1 комбината было удвоено производство стали с 4,3 до 8,4 млн т в год.
За ускорение освоения проектных мощностей в металлургии был в составе коллектива удостоен Государственной премии СССР за выдающиеся достижения в труде 1975 года.
Заслуженный металлург РСФСР.
Умер в Магнитогорске в 1996 году.

## Награды
- Орден Трудового Красного Знамени (1974)